# Гонсалес-и-Лосано, Альфонсо
Альфо́нсо Гонса́лес Лоса́но (исп. Alfonso González Lozano; 21 февраля 1856, Лильо, провинция Толедо, Испания — 31 марта 1912, Торрелодонес, провинция Мадрид, Испания) — испанский государственный деятель, министр внутренних дел Испании (1901—1902).

## Биография
Родился в семье адвоката и бывшего министра внутренних дел (1881—1883, 1885—1886, 1892—1893) Венансио Гонсалеса-и-Фернандеса. Окончил юридический факультет Мадридского университета. Работал адвокатом.
Представлял испанскую Либеральную партию. В 1881 году был избран в Палату депутатов от провинции Толедо, затем неоднократно до 1901 года переизбирался. 
В 1901—1902 годах — министр внутренних дел Испании. В сентябре 1901 года подготовил закон «О религиозных объединениях», за которым последовал королевский указ, вызвавший негодование у католического духовенства указ, который должен был подчинить религиозные ордена и приходы государственному контролю. В конечном итоге вступление в силу этого документа было отсрочено.
Вскоре после отставки с поста министра ушел из политической жизни. 